# معسكر ابوالفضل (حسينية انديمشك)
معسکر ابوالفضل (بالإنجليزية: Padgan Abu ol Fazel)‏ هي منطقة سكنية تقع في إيران في قسم حسینیة الريفي.